# Ragazze sperdute
Ragazze sperdute (Missing Daughters) è un film del 1939 diretto da Charles C. Coleman.
È un film d'azione a sfondo film poliziesco e drammatico statunitense con Richard Arlen, Rochelle Hudson e Marian Marsh.

## Trama
Josie Lamonte, sconvolta dalle esperienze al Club Naturelle, dove aveva sperato di acquisire equilibrio e personalità per una carriera teatrale rivelatasi fallita, se la prende con il proprietario del club Kay Rogers detto Lucky per il suo modo senza scrupoli di reclutare le ragazze nel suo night club. Ma, il suicidio di Josie costringe il giornalista Wally King a parlare con il capitano della Polizia McGraw dell'ufficio per le persone scomparse. Menziona che questa ragazza era scomparsa per mesi mentre la sua fotografia veniva vista pubblicata dai passanti della stazione di polizia. Wally crede che Josie sia stata uccisa e vuole localizzare personalmente alcune delle ragazze scomparse.

## Produzione
Il film, diretto da Charles C. Coleman (accreditato come C.C. Coleman Jr.) su una sceneggiatura di Michael L. Simmons e George Bricker, fu prodotto da Irving Briskin (esecutivo) e Jack Fier (associato) per la Columbia Pictures Corporation e girato dal 22 febbraio al 9 marzo 1939.

## Distribuzione
Il film fu distribuito con il titolo Missing Daughters negli Stati Uniti dal 22 maggio 1939 al cinema dalla Columbia Pictures.
Altre distribuzioni:
- in Portogallo il 29 maggio 1941 (Raparigas Desaparecidas)
- in Italia (Ragazze sperdute)

## Promozione
Tra le a tagline:
- "SMASHING BROADWAY'S HOSTESS RACKET! A famous columnist blats the air waves...to save the stage-struck kids who pray they'll never be found!"
- "THey wanter their pictures in the paper! AND THEY GOT THEM ON THE FRONT PAGE! "
- "Stage-struck kids looking for a break 'til they-re broke! Then a job as a hostess with "Lucky"...and death to any who talk! "